# Гектор Камачо
Гектор Луіс Камачо Матіас (ісп. Héctor Luis Camacho Matías; 24 травня 1962 — пом. 24 листопада 2012) — пуерториканський професійний боксер. Чемпіон світу у другій напівлегкій вазі (1983) і легкій (1985) за версією WBC та першій напівсередній за версією WBO (1989 та 1991). Також здобував чемпіонство у менш престижних боксерских організаціях в інших вагових категоріях, тож враховуючи малозначимі титули, Камачо став першим боксером, якому вдалося стати чемпіоном світу у семи вагових категоріях.

## Професіональна кар'єра
Після нетривалої аматорської кар’єри Камачо почав швидкий підйом у професійному рейтингу, спочатку в напівлегкій, а потім у другій напівлегкій вазі.
Коли влітку 1983 року чемпіон світу за версією WBC у другій напівлегкій вазі Боббі Чакон (США) відмовився їхати до Пуерто-Рико, щоб захистити свій титул проти Камачо, Світова боксерська рада оголосила звання чемпіона світу вакантним. 7 серпня 1983 року Камачо вийшов на бій за вакантний титул проти Рафаеля Лімона (Мексика), який зазнав поразки і програв чемпіонство Чакону. Це був перший раз, коли Камачо вийшов на ринг з колишнім чемпіоном світу. Він надсилав Лімона в нокдаун наприкінці третього раунду та ще двічі у п’ятому раунді, перш ніж рефері зупинив бій.

## Смерть
20 листопада 2012 року отримав вогнепальне поранення та 24 листопада того ж року помер.